# Леу Лау Гивес
Леу Лау Гивес је божанство из келтске митологије, вероватно по функцијама истоветан галском Лугу.

## Митологија
Ово божанство је родила богиња Аријанрод на чудесан начин. Наиме, њен ујак Мат, господар северног Велса је могао да живи само ако држи ноге у крилу неке девице. Иако му је Гвидион препоручио своју сестру Аријанрод, Мат је желео да се увери у њену невиност. Дао јој је задатак да прескочи његов чаробни штап и када је она то учинила, испустила је два плавокоса дечака. Постиђена, Аријанрод је одбацила другог дечака и није желела да му да име. Прихватио га је ујак Гвидион и научио га разним вештинама. Како би дечак добио име, одвео га је мајци под изговором да пробају обућу. Тада је дечак са велике даљине погодио ногу једне мале птице и задивљена Аријанрод је ускликнула: „Светлокоси је гађао вештом руком“. Гвидион је разгласио свима да је мајка дала име детету Вешта Рука (што је заправо значење Леу Лау Гивес; у оригиналу: Llew Llaw Gyffes). Љута због преваре, богиња се заклела да дечак неће добити оружје док га она сама не наоружа, али ју је Гвидион преварио и други пут. Тада се заклела да ће му ускратити жену од људског рода. Гвидион је позвао у помоћ свог ујака Мата и њих двојица су од цветова, трава и другог биља направили девојку коју су назвали Цветолика. Цветолика је била лепа, али неверна. Заљубила се у племића са којим је сковала заверу да убију Леу Лау Гивеса, али се овај преобразио у орла и одлетео до Гвидиона који му је чаролијом вратио изглед, а Цветолику је преобразио у сову, птицу која је омражена и одбачена од целог птичјег рода.